# HD82749
HD82749 — хімічно пекулярна зоря спектрального класу
A0 й має видиму зоряну величину в смузі V приблизно  9,4.

## Пекулярний хімічний склад
Зоряна атмосфера HD82749 має підвищений вміст 
Cr
.